# Gehegmühle
Gehegmühle (früher auch Untere Mühle genannt) ist ein Gemeindeteil der Gemeinde Nüdlingen im unterfränkischen Landkreis Bad Kissingen in Bayern. Gehegmühle liegt in der Gemarkung Nüdlingen.

## Geographische Lage
Die Einöde liegt am Nüdlinger Bach, einem linken Zufluss der Fränkischen Saale. Im Nordwesten grenzt das Waldgebiet Götzen/Geheg an. Ein Anliegerweg führt 100 Meter südwestlich zu einer Gemeindeverbindungsstraße, die nach Hausen zur Staatsstraße 2292 (1,8 km westlich) bzw. an der Ostermühle und Oberen Mühle vorbei nach Nüdlingen zur Bundesstraße 297 führt (1,8 km südöstlich).

## Geschichte
Mit dem Gemeindeedikt (frühes 19. Jahrhundert) wurde Gehegmühle der neu gebildeten Ruralgemeinde Nüdlingen zugewiesen. In der Bayerischen Uraufnahme wird die Gehegmühle in der Flur Untere Mühlfurt verzeichnet, woraus man ableiten kann, dass die Gehegmühle ursprünglich „Untere Mühle“ genannt wurde.